# 格雷巴奇湖
格雷巴奇湖（白俄羅斯語：Глыбач）是白俄羅斯的湖泊，位於烏沙奇東北24公里，由維捷布斯克州負責管轄，長0.65公里、寬0.39公里，面積0.17平方公里，集水區面積1平方公里，湖岸線長度1.66公里，最大水深18.5米。